# Ribes hirtellum

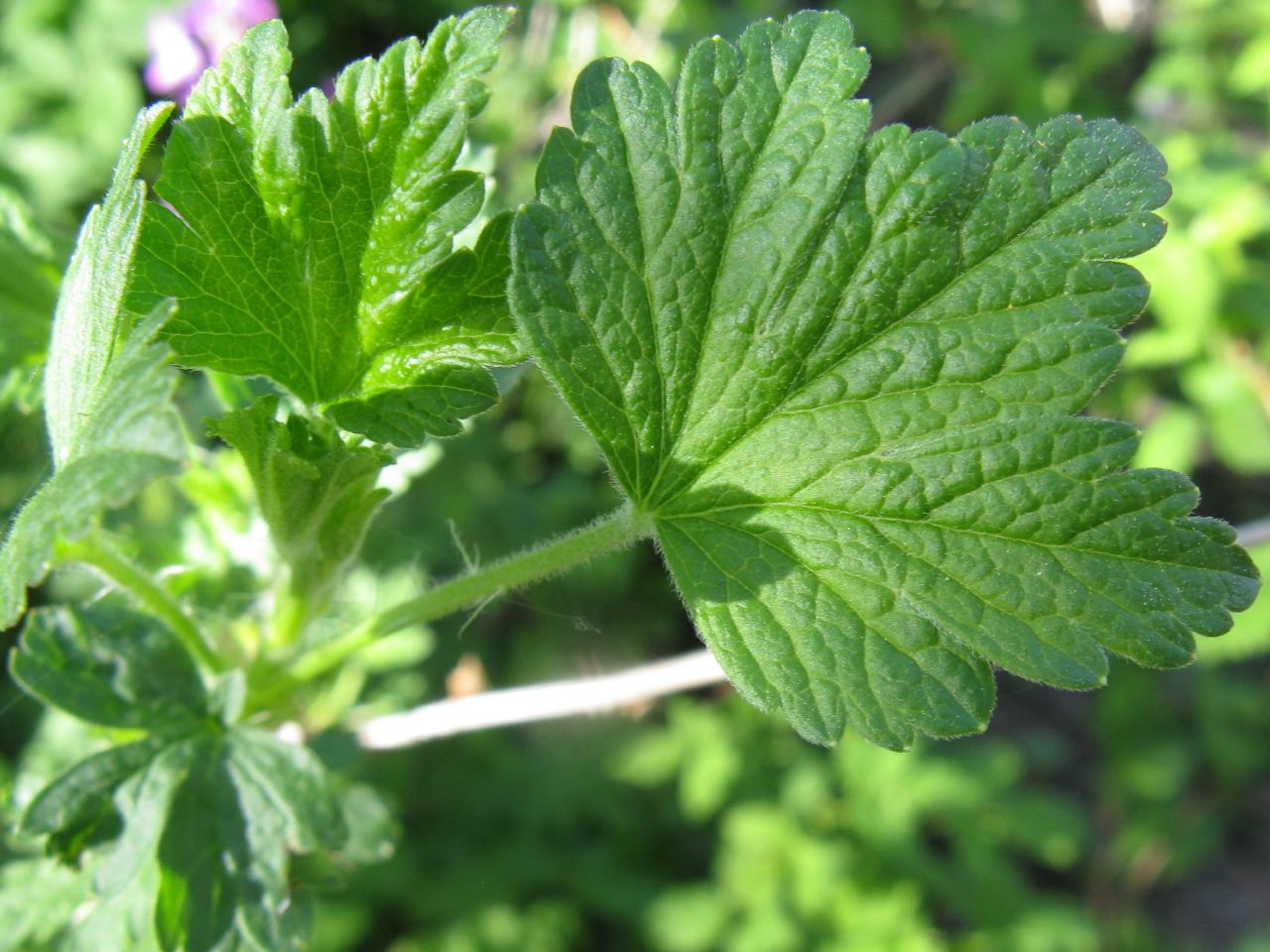
Hojas

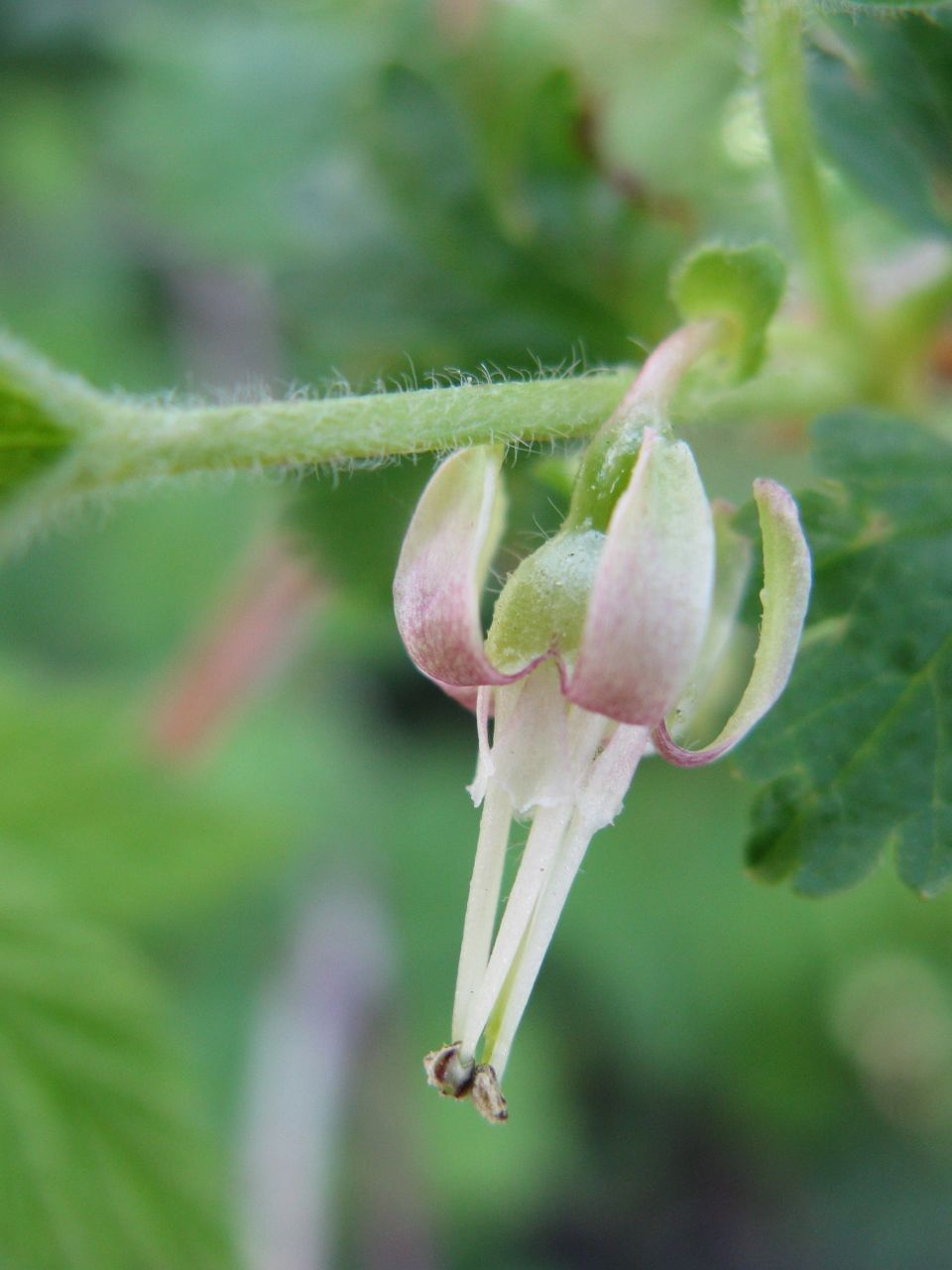
Flores

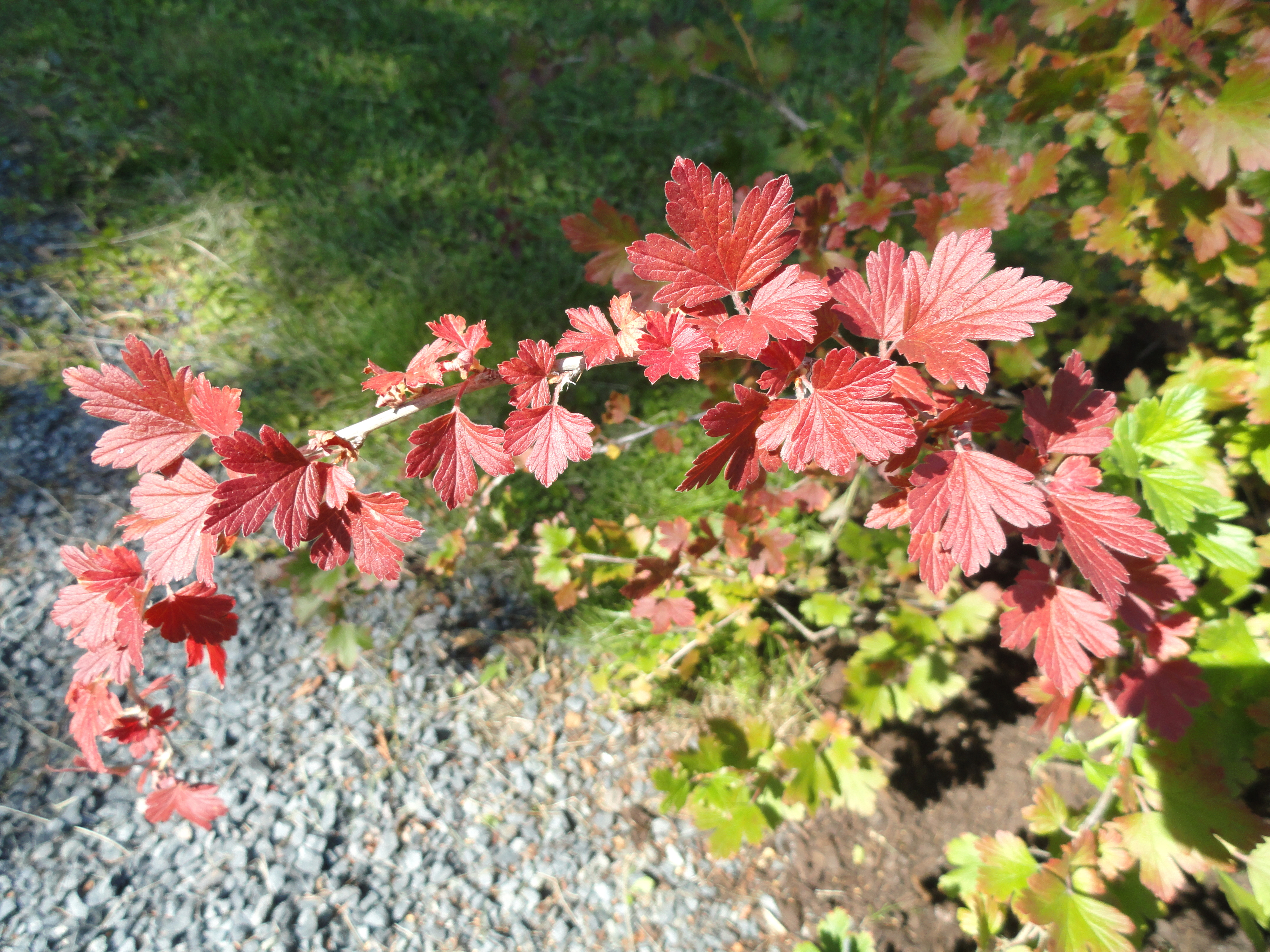
Follaje de otoño

La grosella espinosa americana (Ribes hirtellum) es una especie de grosella espinosa perteneciente a la familia Grossulariaceae nativa del noreste y centro-norte de América del Norte. Las grosellas cultivadas se derivan de esta especie y de Ribes uva-crispa.

## El uso en la cría de grosella
Mientras que los cultivos de  R. uva-crispa han sido devastadas por el moho de grosella americana, Podosphaera mors-uvae (syn: Sphaerotheca mors-uvae ), que se introdujo accidentalmente de Europa, R. hirtellum es resistente. Es una de las cuatro especies americanas que se han cruzado con R. uva-crispa para producir cultivares resistentes similares al original R. uva-crispa en cultivares.  El cultivar 'Houghton' es uno de los obtenidos por el cruce de R. uva-crispa con R. hirtellum.

## Taxonomía
Ribes hirtellum fue descrita por André Michaux y publicado en Flora Boreali-Americana 1: 111. 1803.
Etimología
Ríbes: nombre genérico que según parece proce del árabe rabas; en persa rawas y rawash = nombre en oriente de un ruibarbo (Rheum ribes L., poligonáceas). Se afirma que ribes figura por primera vez en occidente en la traducción que Simón Januensis hizo, en la segunda mitad del siglo XIII, del libro de Ibn Sarab o Serapión –Liber Serapionis aggregatus in medicinis simplicibus...– y que este nombre fue adoptado por las oficinas de farmacia. En todo caso, se aplicó a plantas diferentes, cuales son los groselleros (Ribes sp. pl.), quizá por sus frutos ácidos y por sus propiedades medicinales semejantes.
hirtellum: epíteto latíno que significa "un poco peluda".
Sinonimia
- Grossularia hirtella var. calcicola (Fernald) A. Berger
- Ribes oxyacanthoides var. hirtellum (Michx.)
- Ribes oxyacanthoides var. calcicola Fernald[7]